# VAG-Baureihe G1
Die VAG-Baureihe G1 (für Gliederzug 1) ersetzte die über 40 Jahre alten Züge der Baureihe DT1 der Nürnberger U-Bahn. Die ersten Züge nahmen am 20. August 2020 ihren Fahrgastbetrieb auf. Die Vier-Wagen-Einheiten sind über alle vier Wagen durchgängig begehbar.

## Name
Da bislang in Nürnberg nur Doppeltriebwagen im Einsatz waren, die der Namenskonvention DT1-3 folgten, wurde der vierteilige Zug als Gliederzug bezeichnet. Da er der erste seiner Art ist, als G1.

## Entwicklung
Nach über vierzig Jahren Einsatz war die Wartung der DT1-Doppeltriebwagen aufwändiger als eine Neubeschaffung, weshalb die VAG die DT1 durch den neu entwickelten Typ G1 ersetzte.
2015 ging der Auftrag an Siemens Transportation Systems. Bei Siemens Wien wurden die Wagenkästen gebaut. Antriebskomponenten wie Stromrichter, Motoren oder Umrichter wurden in Nürnberg hergestellt. Der Fahrgasteinsatz war ab dem Jahreswechsel 2019/2020 geplant. Bis August 2020 sollten alle Einheiten in Betrieb sein.
Im November 2018 löste die VAG eine erste Option über sechs weitere Fahrzeuge ein. Diese ersetzen auf der Linie U 1 zwölf Doppeltriebwagen des Typs DT2.
In Erwartung weiter steigender Fahrgastzahlen bestellte die VAG im März 2019 sieben weitere Fahrzeuge vom Typ G1. Damit wurden insgesamt 34 Fahrzeuge bestellt, einen weiteren Zug hat Siemens zusätzlich geliefert. Die erste Zuggarnitur wurde im Oktober 2019 der Öffentlichkeit im U-Bahnhof Scharfreiterring präsentiert.
Im Oktober 2022 begann die letzte Garnitur ihren Einsatz im Fahrgastbetrieb.

## Aufbau
Der Typ G1 ist komplett durchgängig begehbar und hat vier mit Übergängen verbundene Wagenkästen. Wie der Münchner Typ C2 ist der G1 auf der Fahrzeugplattform Siemens Inspiro aufgebaut. Die Türen sind hundert Millimeter breiter und mit Leuchtbändern umgeben, die den Schließvorgang farblich signalisieren. Die Wagenkästen sind klimatisiert und haben für einen barrierelosen Zugang einen Schiebetritt unter den Türen. An den Kopfseiten befindet sich jeweils ein Führerstand, jedoch sind die Triebwagen für einen Automatikbetrieb mit RUBIN vorbereitet. Im Vergleich zum DT3 wurde auf Klappsitze komplett verzichtet, da man mit deren Verschleiß ungünstige Erfahrungen gemacht hat. Wie schon bei den vorhergehenden Baureihen sind die Sitzpolster im Vergleich zum DT1 eher dünn, da anders die heutigen Vorgaben zum Brandschutz nicht einzuhalten wären.

## Galerie

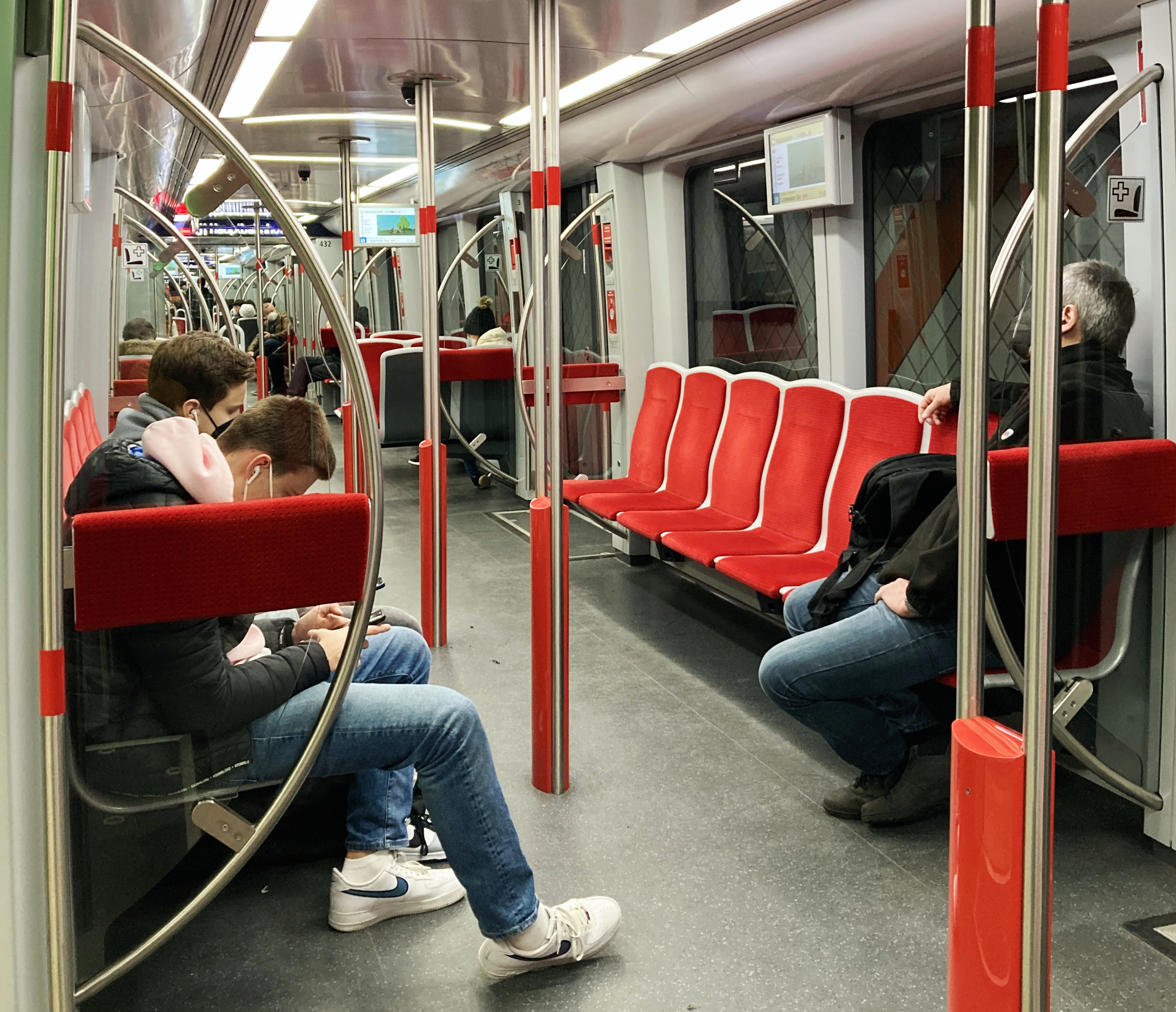
Innenraum eines G1
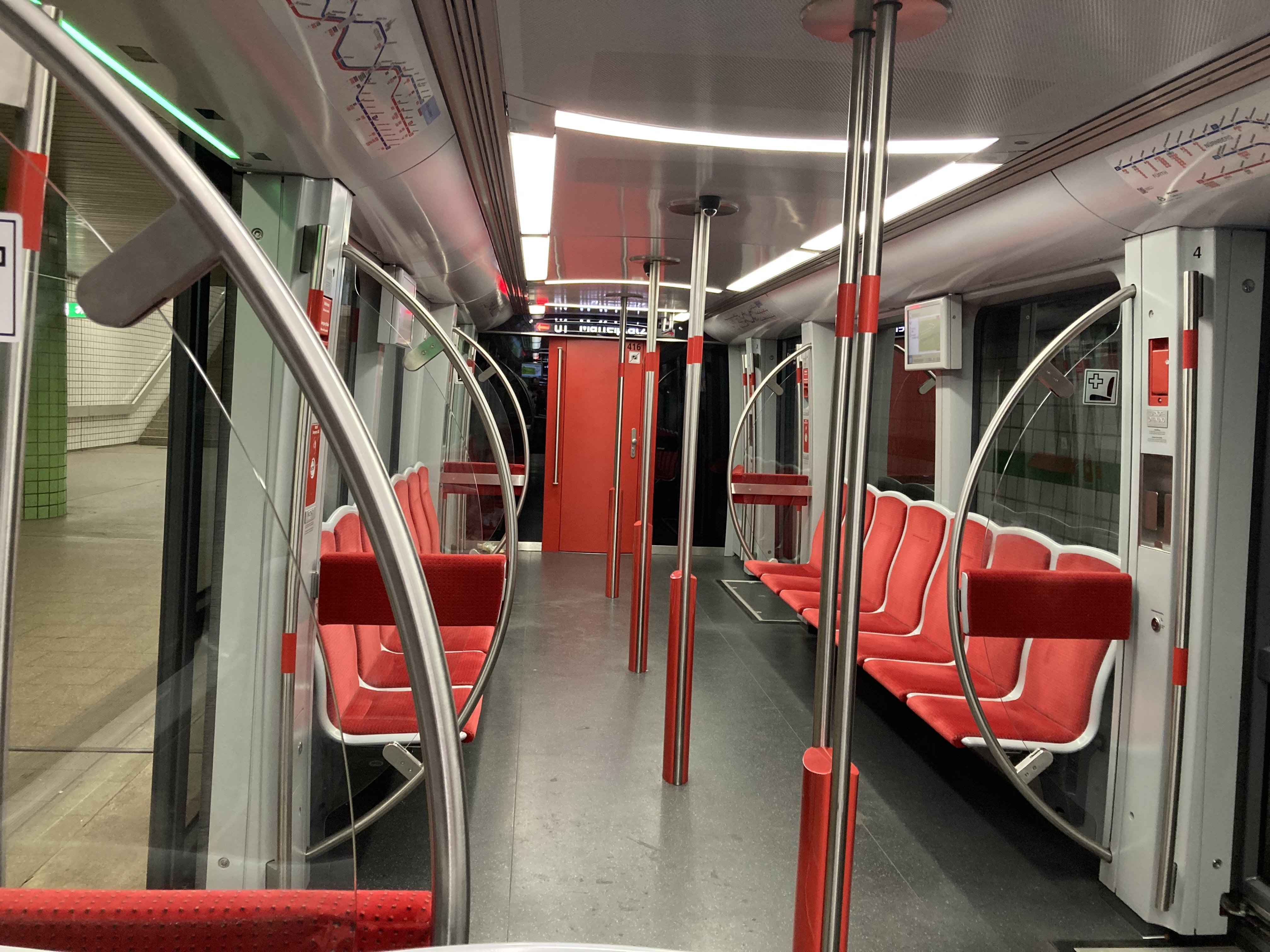
Innenraum eines G1
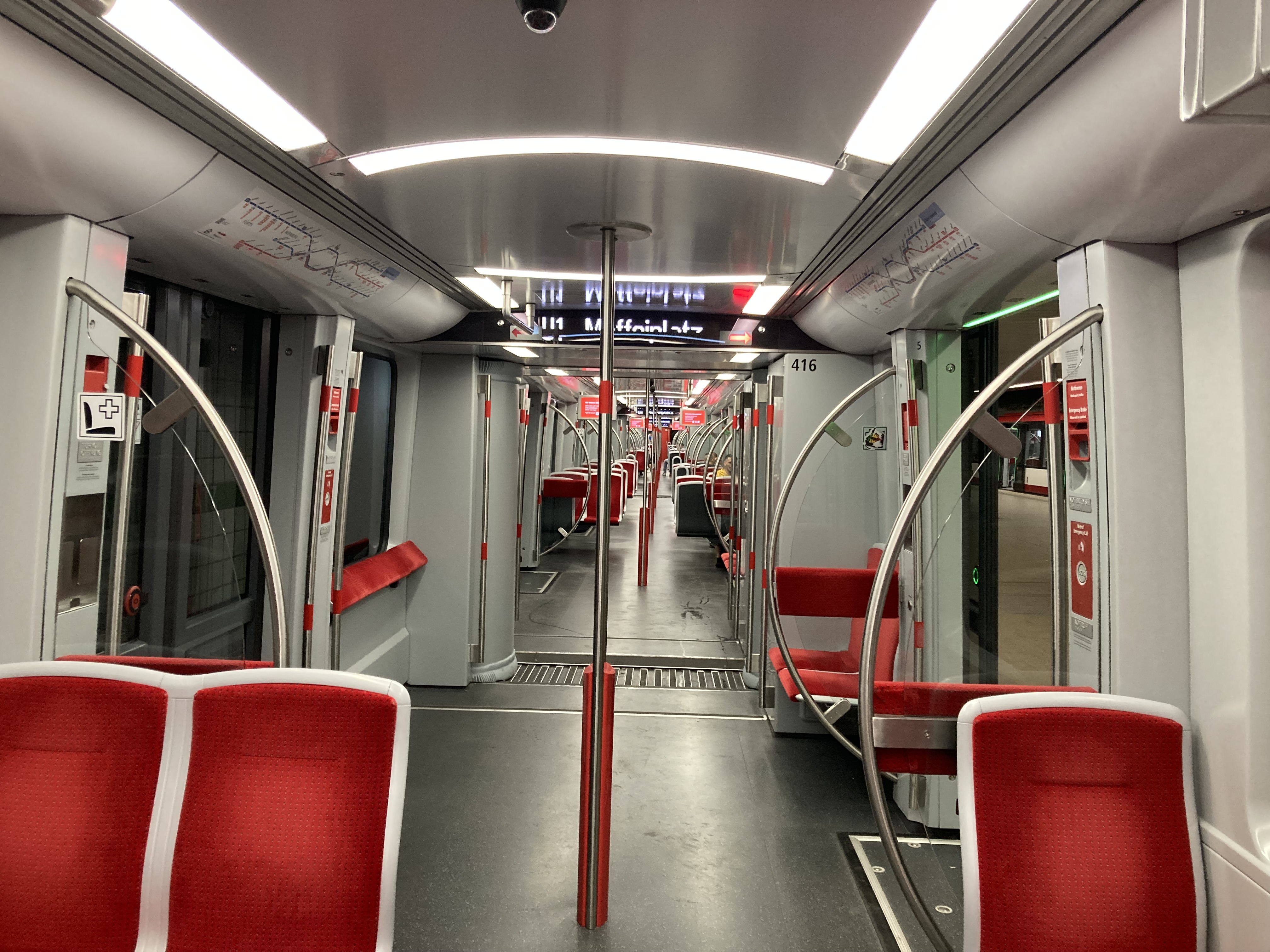
Innenraum eines G1
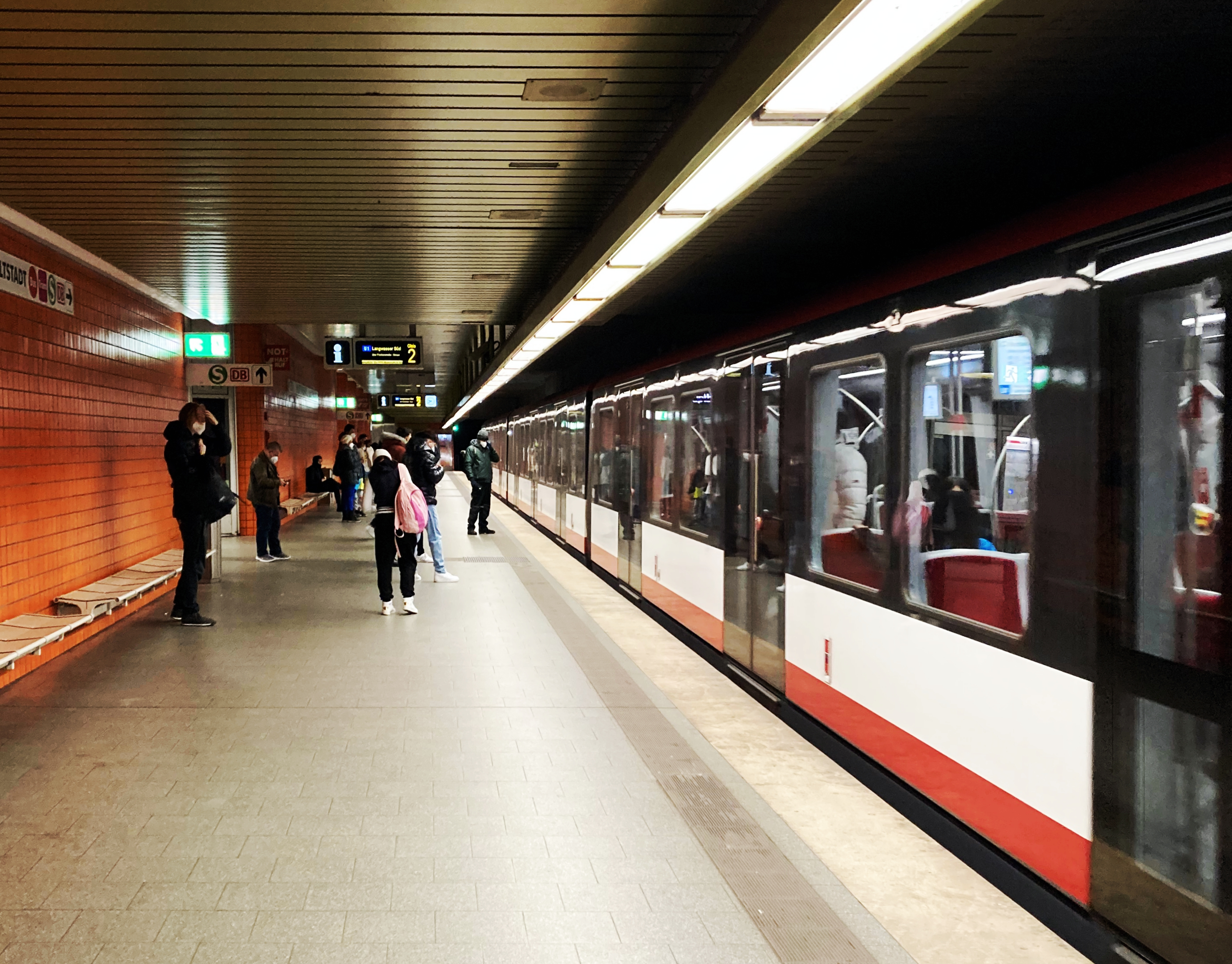
Einfahrender G1 im U-Bahnhof Hauptbahnhof
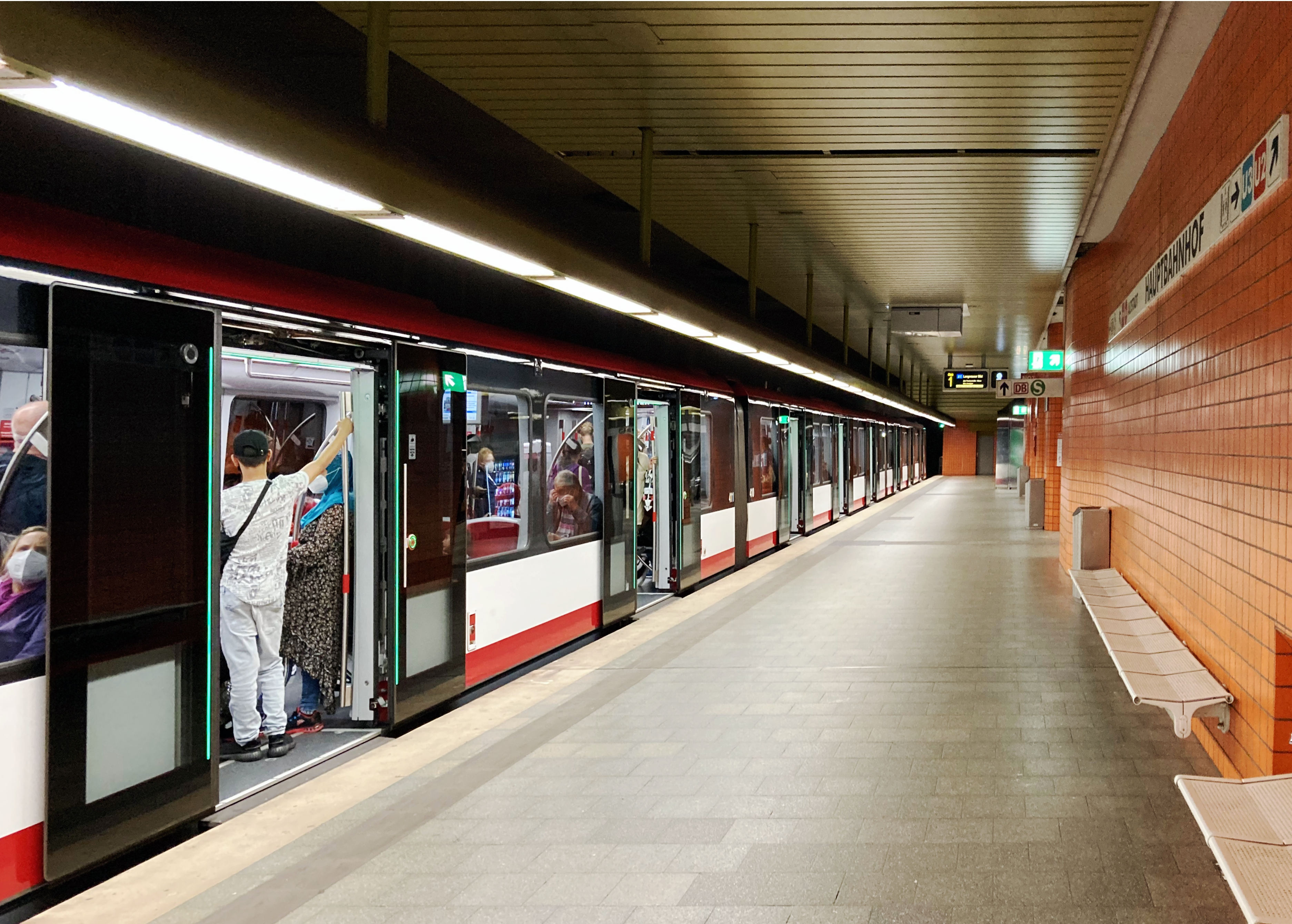
Zum Einstieg bereiter G1 im U-Bahnhof Hauptbahnhof
Leuchtstreifen beim Schließen der Türen